# Jonchery-sur-Vesle
Jonchery-sur-Vesle  là một xã thuộc tỉnh Marne trong vùng Grand Est đông nam nước Pháp. Xã này nằm ở khu vực có độ cao từ 65-145 mét trên mực nước biển.